# Megye (közigazgatási egység)
A megye NUTS 3 szintű közigazgatási területi egység Magyarországon, lakóinak közössége 1990 óta önkormányzati joggal rendelkezik, azonban évezredes múltra tekint vissza. 2023-tól hivatalosan a vármegye szóval jelölik.
Története során funkciója, intézményrendszere, területi beosztása egyaránt sokat változott. Magyarul megyének nevezik több más ország egyes közigazgatási egységeit is.
A megye szó első írásos említése a tihanyi alapítólevélben található; eredete vitatott.

## A szó eredete
Györffy György szerint a megye szó a szomszédos délszláv nyelvek valamelyikéből került a magyarba. A szlovén meja jelentése ’mezsgye, határ, élő sövény’, horvát-szerb nyelven a međa szó szintén ’mezsgye, határ’, a régies (gradska) međa pedig ’(vár)megye’ jelentésű. Mindezek a szláv szavak a ’középső’ jelentésű latin medius szóval összefüggő indoeurópai eredetre vezethetők vissza. A magyar nyelvbe is ’mezsgye’ jelentéssel kerülhetett a szó eredetileg, majd elkülönüléssel alakult ki a mai ’közigazgatási egység’ jelentés. A ’határvonal’ és az ’az által bezárt terület’ jelentések azonos szóval való kifejezése nem meglepő: maga a határ szó is hordozza ezt a kettős jelentést.
A Czuczor Gergely és Fogarasi János szerkesztette és írta A magyar nyelv szótára a megyét a megy szóból származtatja. Megemlítik, hogy „E szerént a megye nem egyéb, mint határ, s minthogy ezt ősi szokás szerént lépve, s körüljárva jelölik ki, innen e szó gyöke a megy ige (valamint a járásé jár), s a megyének kijelölése csakugyan határjárásnak mondatik.” A szláv eredetet cáfolják: „Szerb nyelven metya, tótul medza szintén határt, közeget jelent, de ezek rokonaikkal együtt vagy a magyar megye szóból, vagy a latin mediumból eredtek, melynek meo gyöke közös a magyarral, mert medium am. intervallum pro meando, átmenni való közeg. A szláv nyelvekben ezen gyök nem ismeretes.” Vagyis a környékbéli szláv elnevezések lehetnek az átvételek – a magyarból. Czuczor és Fogarasi azonban többszörösen téved, mivel egyrészt a magyar megy ige a men- tőből képezi a származékait (pl. menés), ezért a megye szó nem kapcsolható össze a megy igével. Másrészt a medium a latinon belül sem származhat a meo ige gerundiumából, hanem egy ettől független indoeurópai tő folytatása. Harmadrészt a szláv szavak is ugyanennek az indoeurópai tőnek az önálló leszármazottai, amely minden szláv nyelvben ismert a várt (és nem kölcsönzött) hangalakban, nemcsak a környezőkben; már a magyar honfoglalás előtti ószlávban is adatolt mint межда (mezsda). Továbbá az érintett szótő minden szláv nyelvben kiterjedt szócsaládot ad, így a Czuczor–Fogarasi terminológiája szerint is gyöknek minősülne. Megjegyzendő, hogy a megfelelő szó szerbül nem *metya, hanem međa (kb. megya).
A magyar megye szó első ismert írásos előfordulása a tihanyi alapítólevélben található 1055-ből; egyértelműen a mai jelentéssel először a 15. század közepén találkozunk vele.

## Története
A magyarországi megyerendszer kezdeteit az I. István által létrehozott királyi vármegyék jelentették.
Évezrednyi története során a megye funkciója, intézményrendszere, területi beosztása egyaránt sokat változott, a folyamatosságot tulajdonképpen maga az elnevezés hordozza csupán. Ez nem csupán a megye elnevezésre igaz, hanem a megyék neveire is, mivel általában ezek is sok évszázados múltra tekintenek vissza.
A magyar megyerendszer főbb történeti formái a királyi vármegye, a nemesi vármegye, a polgári vármegye, a tanácsrendszer megyéi és 1990 óta az önkormányzati megye. Említésre érdemes még a 16–18. század sajátos formája, a parasztvármegye.
A megye és a vármegye elnevezések általában szabadon felcserélhetők voltak egymással, csupán a legkorábbi időszakra vonatkozóan merül fel a szakirodalomban annak kérdése, hogy ezek esetleg nem teljesen megegyező fogalmat takartak, illetve a 20. század közepe óta a vármegye forma eltűnt a hivatalos használatból, 2023-tól viszont a vármegye változat a hivatalos.
Annak ellenére, hogy a megyék a 11. század óta Magyarország meghatározó közigazgatási egységei, kizárólagossá viszonylag későn, az 1876-os megyerendezéssel váltak. Ezt megelőzően évszázadokon át különböző, a megyéktől eltérő szervezetű és jogállású különkormányzatok (szász és székely székek, szabad kerületek stb.) is működtek az országban, főleg Erdélyben, az Alföldön és a Szepességben.

## Magyarország megyéi ma
Az ország mai, 19 megyét tartalmazó beosztása az 1950-es megyerendezéssel alakult ki, a megyék mai intézményrendszerét meghatározó demokratikusan választott vármegyei önkormányzatok 1990-ben jöttek létre. A megyék az Európai Unió egységes statisztikai osztályozási rendszerében a NUTS 3 szintű területi egységek.

## Megyék más országokban
A szakirodalom egy része a középkori királyi vármegye egyik előzményének tekinti a Frank Birodalom Nagy Károly által létrehozott közigazgatási rendszerének alapegységét, a grófságot, melynek élén az uralkodó által kinevezett és általa bármikor leváltható gróf állt.
A modern korban gyakran megyének nevezik magyarul például Anglia, Franciaország, Románia és Svédország NUTS 3 szintű, vagy ezekkel ekvivalens közigazgatási területi egységeit. Ez azonban kizárólag hagyományon alapul, nincs olyan szabály, aminek alapján egyértelműen eldönthető volna, hogy adott esetben miért nevezünk valamit megyének és mást miért nem. Mindennek következtében a különböző források nem következetesek a megye szó idegen országokra vonatkozó használatában.

## Lásd még
- Egyházmegye
- Magyarország megyéi